# Kuelbecherhaff
Kuelbecherhaff (en luxembourgeois : Kuelbecher Haff ) est une localité de la commune luxembourgeoise de Helperknapp située dans le canton de Mersch.
Depuis un arrêté du Conseil de Gouvernement du 20 novembre 2020, la ferme de Kuelbecherhaff est classée monument national.

## Toponymie
Kuelbecherhaff est un mot composé de Kuelbecher et Haff (« cour » ou plutôt « ferme » en luxembourgeois). 